# Saint-Victor (Allier)
Saint-Victor è un comune francese di 2 075 abitanti situato nel dipartimento dell'Allier, nella regione dell'Alvernia-Rodano-Alpi.

## Società

### Evoluzione demografica
Abitanti censiti